# Then and Now (Warrant)
Then And Now è una raccolta del gruppo musicale statunitense Warrant, pubblicata il 4 maggio 2004 dalla Sanctuary Records.

## Il disco
Il disco raccoglie le migliori tracce di Belly to Belly e Warrant Live 86-97, che sono album pubblicati dopo l'ultima raccolta di successi The Best of Warrant (1996). Sono inoltre inclusi brani estratti dall'album Ultraphobic, pubblicato ai tempi ma non considerato nella precedente raccolta. Non compaiono invece tracce di Greatest & Latest e Under the Influence.

## Tracce
1. D.R.F.S.R. – 2:43 – da Warrant Live 86-97
2. Family Picnic – 4:36 – da Ultraphobic
3. Down Boys – 3:46 – da Warrant Live 86-97
4. Feels Good – 2:48 – da Belly to Belly
5. Heaven – 2:32 – da Warrant Live 86-97
6. Followed – 3:35 – da Ultraphobic
7. Cherry Pie – 7:16 – da Warrant Live 86-97
8. Indian Giver – 4:46 – da Belly to Belly
9. Uncle Tom's Cabin – 5:06 – da Warrant Live 86-97
10. Stronger Now – 3:57 – da Ultraphobic
11. Machine Gun – 4:04 – da Warrant Live 86-97
12. A.Y.M. – 2:48 – da Belly to Belly

## Formazione
- Jani Lane – voce
- Rick Steier – chitarra
- Erik Turner – chitarra
- Jerry Dixon – basso
- Bobby Borg – batteria
- Danny Wagner – tastiere

### Altri musicisti
- James Kottak – batteria (tracce 2, 6, 10)
- Dave White – tastiere (tracce 2, 6, 10)